# 5. vestlige længdekreds
Den 5. vestlige længdekreds (eller 5 grader vestlig længde) er en længdekreds, der ligger 5 grader vest for nulmeridianen. Den løber gennem Ishavet, Atlanterhavet, Europa, Afrika, det Sydlige Ishav og Antarktis.